# Perdita stottleri
Perdita stottleri är en biart som beskrevs av Cockerell 1896. Perdita stottleri ingår i släktet Perdita och familjen grävbin. Inga underarter finns listade i Catalogue of Life.